# Engyneura gracilior
Engyneura gracilior är en tvåvingeart som beskrevs av Fan, Fan och Ma 1980. Engyneura gracilior ingår i släktet Engyneura och familjen blomsterflugor. Inga underarter finns listade i Catalogue of Life.